# Flughafen Greater Binghamton

i8
i11
i13
Der Greater Binghamton Airport (auch: Edwin A. Link Field - Broome County Airport; IATA-Code: BGM, ICAO-Code: KBGM) ist ein öffentlicher Flughafen, 13 km nördlich von Binghamton im Broome County, New York in den Vereinigten Staaten.

## Flughafendaten
Er hat zwei Asphaltpisten: eine mit 2227 m Länge und 46 m Breite und eine mit 1524 m Länge und 46 m Breite. Die Fläche des Flughafens beträgt 485 ha. Die Seehöhe beträgt 499 m.

## Geschichte
Der Flughafen wurde 1951 eröffnet. Er hieß Broome County Airport und dieser Name blieb bis in die 1970er Jahre bestehen, als der Flughafen in Edwin A. Link Field - Broome County Airport umbenannt wurde. Die Namensänderung in Edwin A. Link erfolgte zu Ehren des Mannes aus Binghamton, der den Flugsimulator erfunden hat. Der Flughafen behielt den Namen Edwin A. Link bis in die 1990er Jahre, als er in Binghamton Regional Airport geändert wurde. Im Jahr 2003 erhielt der Flughafen einen weiteren neuen Namen: Greater Binghamton Airport. Das Gelände des Flughafens trägt noch immer den Namen Edwin A. Link.
Wichtige geschichtliche Daten:
- 1927: Der Flughafen wurde von Edwin A. Link, dem Erfinder des Flugsimulators Link Trainer, als privater Flugplatz gegründet.
- 1942: Das United States Army Air Corps übernahm den Flughafen und nutzte ihn im Zweiten Weltkrieg als Trainingsbasis.
- 1946: Der Flughafen wurde wieder unter zivile Kontrolle gestellt und kommerzielle Flüge werden vom Flughafen aus aufgenommen.
- 1969: Das Terminalgebäude des Flughafens wurde erweitert, um mehr Passagiere unterzubringen.
- 1994: Die Landebahn des Flughafens wurde auf etwa 7.000 Fuß verlängert, um größere Flugzeuge aufnehmen zu können.
- 2003: Der Flughafen wurde in Greater Binghamton Airport umbenannt, um seine regionale Bedeutung besser widerzuspiegeln.[2]
- 2013: Der Flughafen wurde umfassend renoviert, einschließlich des Baus eines neuen Terminalgebäudes und eines Parkhauses.
- 2018: Der Flughafen feierte sein 90-jähriges Bestehen mit einer Gemeinschaftsveranstaltung mit Oldtimer-Flugzeugen und Luftfahrtausstellungen.

### Historischer Flugbetrieb
In den 1950er Jahren flogen Mohawk Airlines (Buffalo/Niagara Falls – Rochester – Ithaka – Elmira-Corning - New York), Trans World Airlines und Colonial Airlines (später Eastern Air Lines) nach BGM; TWA verließ den Flughafen 1965 und Eastern 1969–70.
Von Mitte der 1970er Jahre bis Mitte der 1980er Jahre bedienten viele kleine Fluggesellschaften wie Altair, Brockway Air, Colgan Air, Air Vector Airways, Command Airways, Commuter Airlines, Mall Airways, Susquehanna Airlines und Suburban Airlines den Flughafen. Geflogen wurde meist mit Beechcraft Model 99, de Havilland Canada DHC-6 Twin Otter, Fokker F28, Piper und Fairchild Swearingen Metroliner, ausgenommen Allegheny Airlines/US Air, die mit BAC 1-11 und Douglas DC-9-30 flog. Angeflogen wurden hauptsächlich Ziele in den Bundesstaaten New York, Pennsylvania und Massachusetts.
Danach bis Ende der 1990er Jahre übernahmen dann die größeren Fluggesellschaften mit ihren Regionalmarken wie Continental Express, Trans World Express, US Airways Express und United Express mit ihren Codesharepartnern. Geflogen wurde mit ATR 42, Beechcraft 1900, British Aerospace Jetstream 31 und Swearingen Metro. USAir flog mit Boeing 737-200, de Havilland Canada DHC-8, McDonnell Douglas DC-9-30 und United Express mit Embraer EMB 120. Als Ziele kamen Washington Dulles International Airport und Baltimore (Maryland) hinzu.
Anfang der 2000er Jahre kam Northwest Airlink (durchgeführt von Mesaba Airlines) mit Saab 340 und Tie Aviation mit Shorts 360 hinzu. Ab 2005 wurden auch Bombardier CRJ200/440 verwendet.
Der Flughafen verlor in den 2010er Jahren erheblich an Flugverbindungen, da United Airlines und American Airlines den Flughafen im Jahr 2016 verließen und der Flughafen für mehrere Jahre einer einzigen Fluggesellschaft, einer Delta-Air-Lines-Route nach Detroit, überlassen wurde. Am 14. September 2022 gab die Gouverneurin von New York, Kathy Hochul, bekannt, dass der Greater Binghamton Airport im Rahmen der staatlichen Initiative „Upstate Airport Economic Development and Revitalization“ Mittel für Renovierungen erhält. 32 Millionen US-Dollar an staatlichen Mitteln und 5 Millionen US-Dollar aus anderen Quellen waren für Modernisierungen vorgesehen, darunter die Integration der allgemeinen Luftfahrt- und Passagierterminals, den Austausch der Ladezonenüberdachung und den Bau neuer Einrichtungen für den US-amerikanischen Zoll- und Grenzschutz.

## Flugbetrieb
Im Jahre 2022 wurden 13.328 Passagiere befördert. Im selben Jahr fanden 17.025 Flugbewegungen statt, davon 7.266 lokale Bewegungen, 7.441 Zwischenlandungen, 1.443 Air-Taxi-Flüge, 463 Frachtflüge und 412 militärische Flüge statt. In diesem Jahr waren hier 25 einmotorige und 10 zweimotorige Flugzeuge und 4 Jetflugzeuge stationiert.

## Zwischenfälle
- Am 4. September 1957 wurde eine Douglas C-124A Globemaster II der United States Air Force (USAF) (Luftfahrzeugkennzeichen 51-5173) im Endanflug auf den Flughafen Binghamton gegen eine Böschung geflogen und stürzte auf die Landebahn. Die Maschine sollte 18,2 Tonnen Ausrüstung nach Binghamton transportieren. Diesen CFIT (Controlled flight into terrain) überlebten alle 9 Besatzungsmitglieder.[17]